# Elroy (Wisconsin)
Elroy – miasto w Stanach Zjednoczonych, w stanie Wisconsin, w hrabstwie Juneau.